# Kakatiya-dynastiet
Kâkâtiya-dynastiet regerede fra 1083 til 1323 over et kongerige, der omtrent dækkede den nuværende stat Telangana i Indien, og hvis hovedstad var Orougallou. Denne hinduistiske stat var en af de store Telugu-stater, der bestod gennem århundreder, indtil den blev erobret af Sultanatet i Delhi.
 Der er for få eller ingen kildehenvisninger i denne artikel, hvilket er et problem. Du kan hjælpe ved at angive troværdige kilder til de påstande, som fremføres i artiklen.